# جيمس ماكدويل
جيمس ماكدويل (بالإنجليزية: James McDowell) (و. 1795 – 1851 م) هو سياسي من الولايات المتحدة الأمريكية ولد في مقاطعة روكبريج.
وهو عضو في الحزب الديمقراطي الأمريكي .

## التعليم
تعلم في جامعة برنستون، وجامعة ييل.